# 张关泉
张关泉（1937年—2012年），男，上海人，中国计算数学家，曾任中国科学院计算中心研究员、博士生导师，中国数学会理事。